# Гінклі Юнайтед
ФК «Гінклі Юнайтед» (англ. Hinckley United Football Club) — колишній англійський футбольний клуб з міста Гінклі, заснований 1997 року та розформований у 2013 році. Виступав у Національній лізі Півночі. Домашні матчі приймав на стадіоні «Де Монфорт Парк», потужністю 4 329 глядачів.